# جزيرة أريفين
جزيرة أريفين وهي جزيرة من جزر إندونيسيا، ضمن مياه المحيط الهندي، وتقع في إقليم بنغكولو.